# San Michele dei Mucchietti

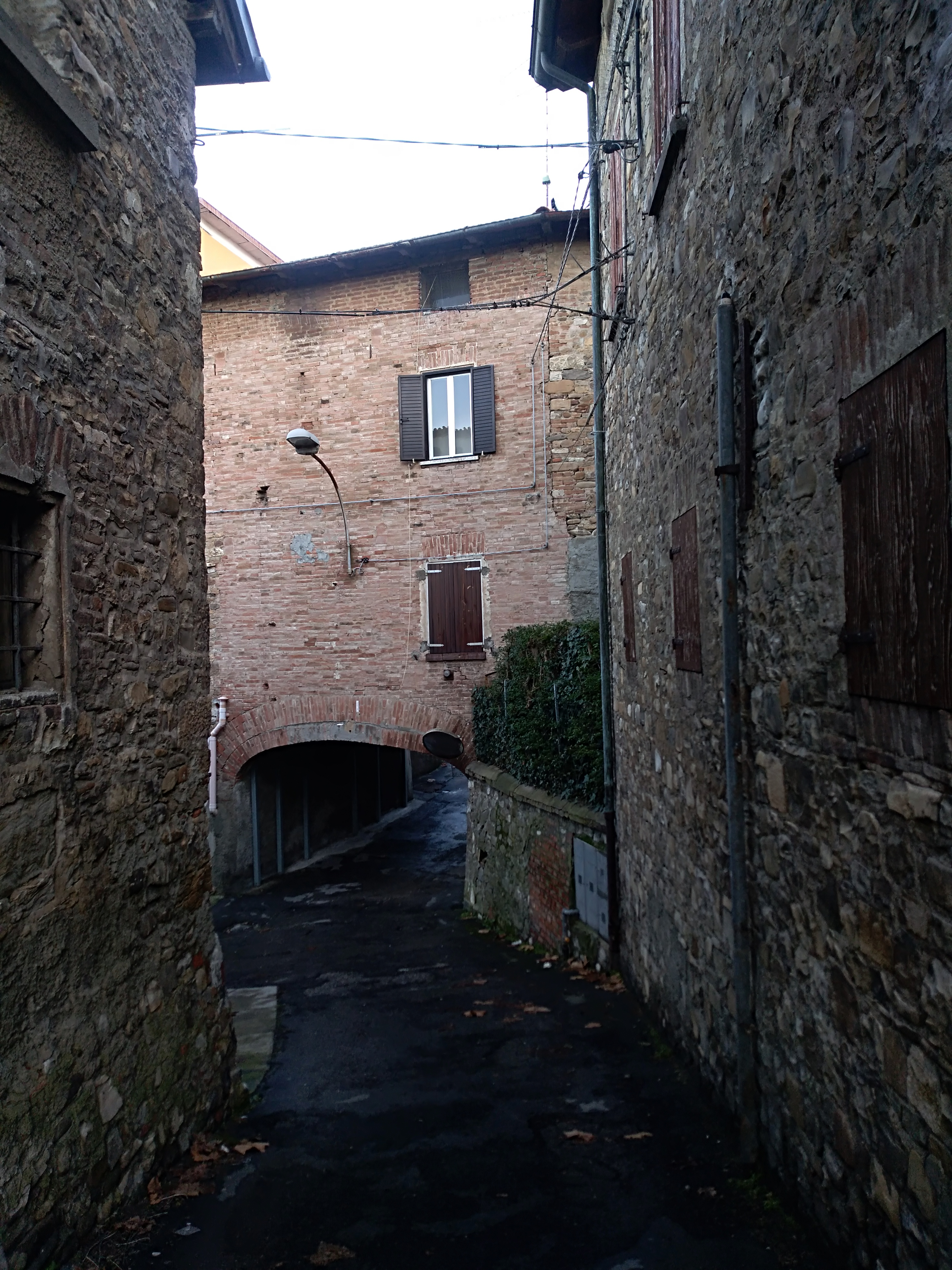
Borgo antico di San Michele denominato Era di Gambòun.

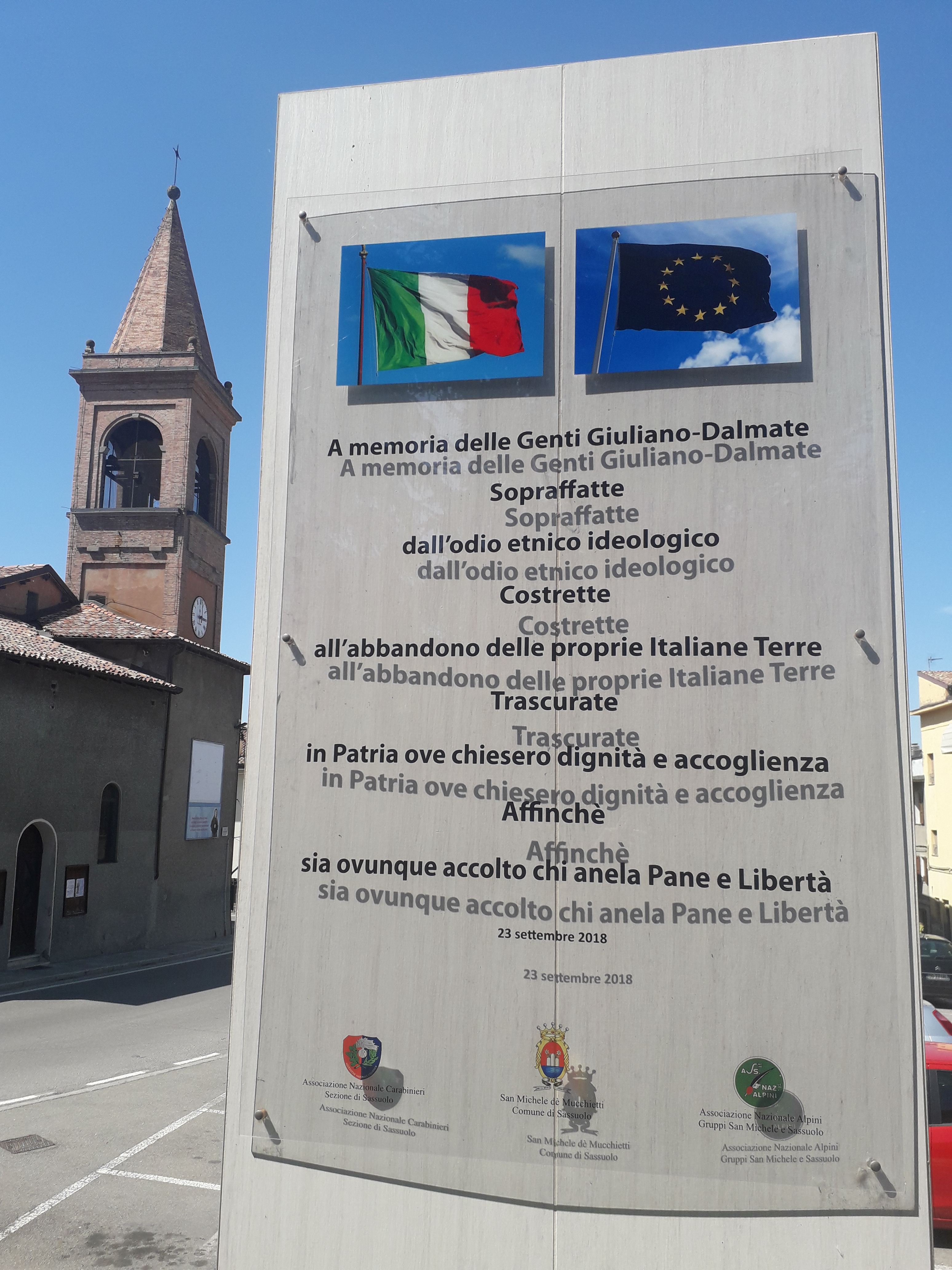
Targa a perenne memoria degli esuli Giuliano-dalmati in Piazza Ruini.

San Michele dei Mucchietti (San Michêl nel locale dialetto) è una frazione del comune di Sassuolo, in provincia di Modena, di circa 1 614 abitanti e distante 6,53 chilometri dal capoluogo comunale in direzione Sud-Sud Ovest, situata sulla sponda Est del fiume Secchia.

## Origini del nome
Già definita dallo studioso Franco Violi località "in luogo eminente (...) su di una via battuta da millenni”, prende il nome dalla Ecclesia S. Michaelis, con le prime attestazioni dell'agiotoponimo “San Michele” che risalirebbero al secolo XIII. Tale toponimo deriverebbe, secondo l'interpretazione di alcuni passi del Saccani, dal culto del santo importato dai Longobardi, nella persona della pia donna Berta di Fogliano, figlia di Vilfredo Conte di Piacenza e vedova del Conte Suppone che, “disingannata del mondo si era data a vita religiosa (…), fu la fondatrice della nostra chiesa”.
Il Violi, invece, fa risalire la devozione a San Michele nel modenese prima dell'invasione longobarda, pur riconoscendone il merito nell'accentuazione della diffusione su larga scala.
“Mucchietti”, invece, deriverebbe “senza alcun dubbio da Mucletum e soprattutto dalla forma genitiva alterata Mocletuli”, con l'attuale toponimo che, “impropriamente sonorizzato al genitivo plurale, è una evidente forzatura sia in chiave semantica che morfologica”.

## Storia

### Preistoria e Storia antica

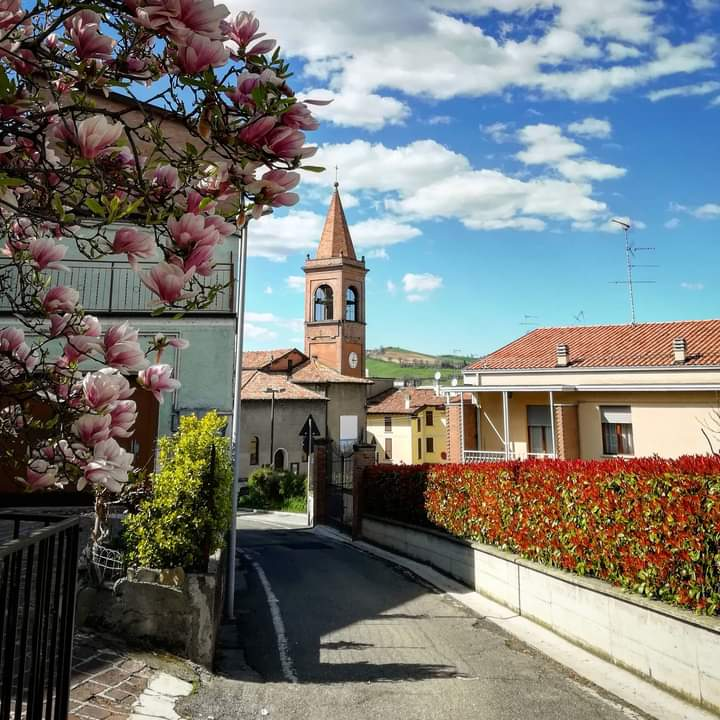
Scorcio primaverile del Campanile

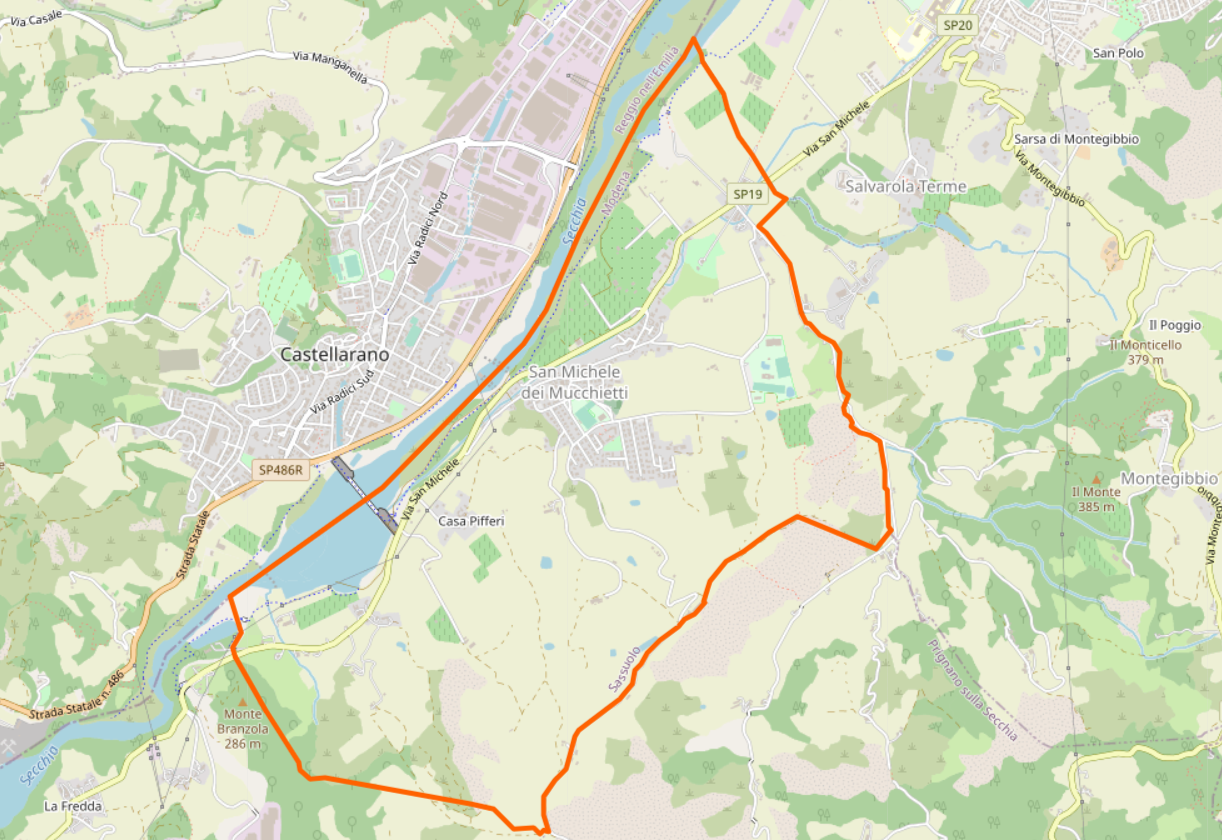
Mappa approssimativa dei confini contemporanei del paese. In antichità si faceva risalire il confine Nord fino in località Superchia, integrando invece parte della Rupe del Pescale a Sud.

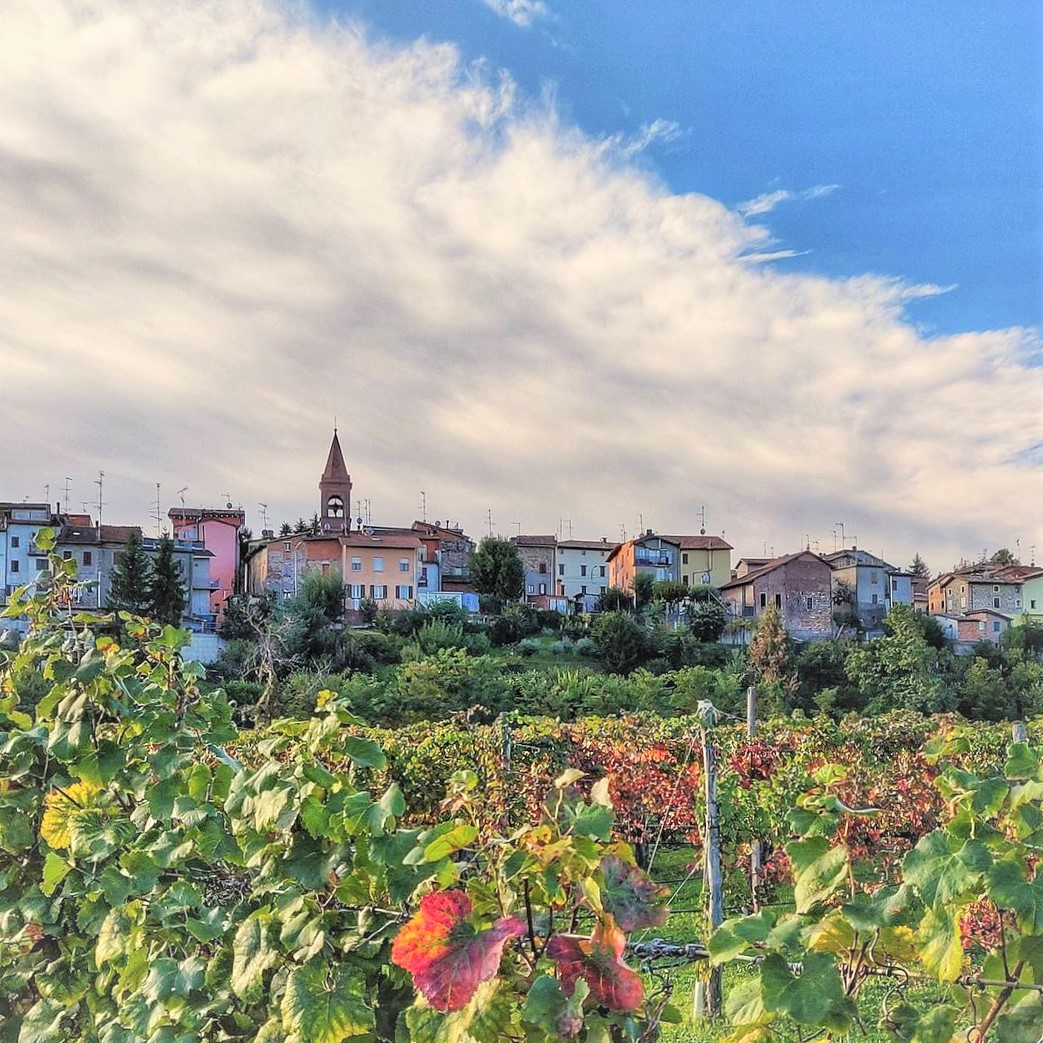
Veduta del borgo storico dal Ducale Bacino della Legna

Il popolamento preistorico nell'area protocollinare di San Michele rispecchia le vicende storiche delle cittadine circostanti di Castellarano e Sassuolo, partendo dell'età del bronzo con le terramare e successivamente con l'occupazione dei Liguri Friniati e dei Galli Boi. Le terramare rappresentarono la prima civiltà dell'area padana, civiltà nata da una vera e propria colonizzazione con epicentro l'area compresa tra le provincie di Parma e di Modena, che nel 1400 a.C. raggiunse dimensioni epocali. Nella pianura emiliana occidentale la densità demografica provocata da questa colonizzazione sarà raggiunta soltanto durante fasi inoltrate dell'Impero Romano (a testimonio della presenza romana vi sono diversi reperti, prevalentemente in laterizio, tuttora esistenti e conservate in situ presso alcune borgate). La cultura terramaricola è di chiara impronta transalpina, estensione diretta della cultura dei tumuli della Germania meridionale. Strettamente imparentate ad essa sono le civiltà palafitticole sorte intorno ai laghi alpini, come quella intorno al Lago di Garda.

### Medioevo
In assoluto la primissima fonte scritta dell'insediamento è altomedievale e risale al 10 Giugno 888, dove in un documento privato tale Donna Berta, figlia di Vilfredo Conte di Piacenza, diede in enfiteusi a tre fratelli di Villa Mocletulo (Domenico, Ariverto e Restàno del fu Auperto) alcune terre, con un canone annuo di "due denari, due polli e due uova".
Con il Diploma di Ottone II (980) viene confermato ai canonici di Parma il così riportato “Castellum de Foliano quod nuncupatur Mucletum cum corte” (ratifica raccertata anche da Ottone III nel 996), innalzato appunto nella corte di Villa di Mocleto (o Mocletolo).
Passata in seguito alla Chiesa di Reggio, come testimonia una Bolla dell'Antipapa Guiberto del 1092, fu politicamente soggetta ai Conti di Castellarano, e con detto Castello passò nel 1187 sotto al Comune di Reggio. Mocleto, a partire dal secolo XIII conosciuta come Villa di San Michele di Castellarano o San Michele di Mocleto (il culto del Santo eponimo venne probabilmente importato dai dominatori Longobardi), visse nei secoli a venire turbolenze politiche e vari passaggi di giurisdizione amministrativa.
A inizio 1316 fu teatro di scontri tra fazioni cremonesi (supportate da alleati guelfi bolognesi) contro le truppe capitanate da Francesco Menabuoi da Ferrara, con queste ultime a prevalere e raccontato dal frate agostiniano e storico emiliano Cherubino Ghirardacci, nel suo "Della Historia Di Bologna, Volume 1", edita una prima volta nel 1596.
Nel 1320 fu occupata dai modenesi, per poi essere donata da Rinaldo detto "Passerino" Bonacolsi Signore di Modena ad Azzone Rodeglia, inviso agli abitanti che lo assassinarono nel 1327. Seguì un nuovo passaggio al Comune di Reggio per essere poi ripresa in possesso dai Rodeglia (salvo un periodo di dieci anni a partire dal 1361 dovuto all'acquisizione dei diritti di detta famiglia da parte del futuro Signore di Novellara Feltrino Gonzaga) fino al 1419 quando il marchese Niccolò III d’Este ne prese controllo, per lasciarla governare, tredici anni a seguire, a Lorenzo Strozzi, col titolo di Conte di Castellarano e Campogalliano.

### Età moderna
Morto Strozzi, San Michele fu data in investitura ai Marchesi di San Martino d’Este dal Duca Ercole I nel 1501. Proprio nel corso del XVI secolo la località venne a conoscersi come San Michele di Muchieto od “in Muchieto”.
Già dal 1738 San Michele risultava attraversata da una carrozzabile detta Via Ducale, che secondo lo studioso Maurizio Pellegrini "non può essere considerata disgiuntamente dagli itinerari della Via Vandelli vera e propria, in quanto si inserisce nel medesimo ambito progettuale: il collegamento di Modena con Massa". Questa strada (che ricalcava in parte il percorso dell'antica Via Bibulca) congiungeva Sassuolo con San Pellegrino in Alpe via San Michele, Castellarano, Roteglia, Saltino, Montefiorino e Frassinoro ispirò appunto la carreggiata ducale fatta progettare a Domenico Vandelli da Francesco III d'Este per congiungere la capitale con le nuove terre massesi e carraresi, inglobate de facto nel Ducato a seguito del matrimonio del figlio Ercole con Maria Teresa Cybo-Malaspina. Un secondo collegamento con detta strada, detto "Terza Via", aveva inizio all'altezza di Vallurbana e seguiva il percorso delle odierne Via Vandelli (da non confondere con la storica) e Strada Casa Buccelli, passando per Casalpennato e congiungendosi alla principale poco prima di Varana.
Cresciuta, secondo Lodovico Ricci, sin al raggiungimento di 1905 biolche di estensione nel 1788, San Michele fece parte fino a nove anni più tardi della vicereggenza di Castellarano; durante la rivoluzione francese ebbe parte alla Repubblica Cispadana prima e Cisalpina poi, nel Canton di Sassuolo. Il Tiraboschi ci riporta che “con legge del 1 settembre 1798 San Michele veniva tolta dal Dipartimento del Panaro per essere unita in quello del Crostolo".
Solo a seguito della distrettuazione del 29 dicembre 1815 venne unita definitivamente a Sassuolo per evitare la soluzione di continuità con il vecchio capoluogo di afferenza dovuta al fiume Secchia. Il retaggio storico di affiliazione al vecchio comune e all'area reggiana si nota ancor oggi nell'appartenenza della parrocchia locale alla diocesi di Reggio Emilia-Guastalla, pur facendo parte della provincia di Modena.

### Età contemporanea
L'età contemporanea vede, come primo grande evento per San Michele a partire dalla Restaurazione, il passaggio dal decaduto Ducato austro-estense all'Italia unita, sulla scia di brevi esperienze come parte delle Province Unite del Centro Italia (1859-1860) e del regno savoiardo (1860-1861).
Come tanti altri centri di piccole dimensioni dell'Emilia San Michele fu coinvolta nella Grande Guerra non tanto in qualità di luogo di scontri quanto come paese d’origine di ventotto caduti, che vengono ricordati da una lapide posta sulla Chiesa parrocchiale, da una più moderna targa commemorativa posta in Piazza Ruini e da un parco monumentale con ventotto cipressi in memoria di ognuno degli "eroi che San Michele offrì alla Patria”, locato all'interno della scuola primaria del paese.
Durante la Seconda Guerra mondiale e la Guerra civile ebbero luogo molti scontri nella zona, insieme ad episodi di violenza da parte dei soldati tedeschi e partigiani (tra gli altri, l'omicidio nel 1946 dell'avvocato reggiano Ferdinando Ferioli, figlio di Aristide, l'ultimo sindaco liberale di Sassuolo prima del fascismo, raccontato da Giampaolo Pansa).
Durante il miracolo economico del distretto sassolese legato al mondo della ceramica (a partire dagli anni ’50) San Michele vide progressivamente abbandonare la sua forte vocazione agricola e mezzadrile, vedendo ampliata la propria componente urbana e residenziale (numerosi i nuclei familiari originari del capoluogo comunale trasferitisi nel paese), eludendo però totalmente il massiccio intervento industriale che ha caratterizzato parte dei panorami dei limitrofi centri del Distretto.
Nell'anno 2004, è stata presa in considerazione dal comune sassolese l'idea di ribattezzare la piazza principale del paese, intitolata a Don Gaetano Ruini, recentemente ristrutturata e decorata con due vasche floreali, Piazza di Mocleto.

## Geografia e clima
la specia l’aria liquida e l’aspeta

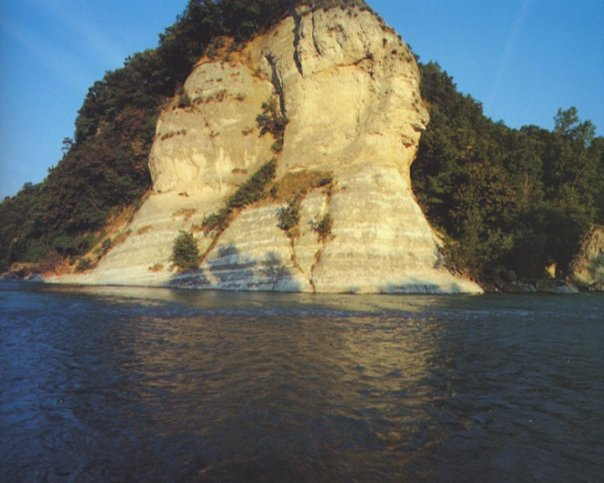
Riva del fiume Secchia tra la borgata del Pescale e San Michele.

ch’a pasa l’aqua e agh lasa San Michél
in bras per seimpr in la sô mort perfeta;
la crous dal campanil la sfrisia al mél
dla riva sala ‘d fói: dmenga proteta
riflette l’aria liquida ed aspetta
che l’acqua passi lasciandole San Michele
in braccio per sempre nella sua morte perfetta;
la croce del campanile lambisce il miele
della riva gialla di foglie: domenica protetta
dal finto andare del fiume sul filo dell’autunno, con quel paesino che si culla figlio di nessuno.»
(Emilio Rentocchini, Lingua Madre (Ottave 1994-2014).)

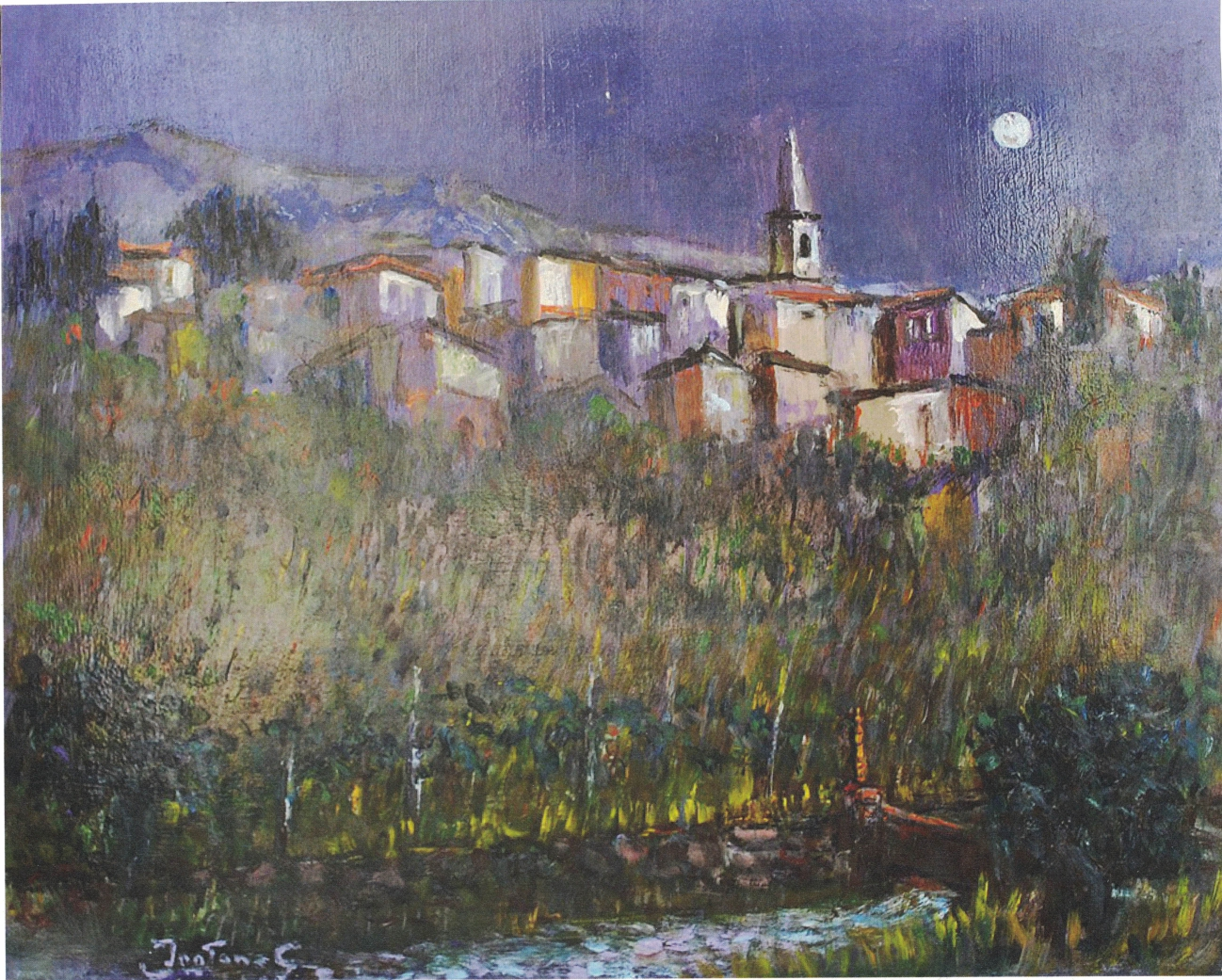
"Notturno a San Michele" dell'artista sassolese Gino Fontana

Sito di produzione casearia e vinicola, oltreché ricca di fossili del periodo Zancleano, San Michele dei Mucchietti, ubicata ai piedi delle colline e in prossimità del fiume Secchia e dei calanchi, confina a nord con il capoluogo comunale Sassuolo, a Sud con Pigneto, frazione di Prignano sulla Secchia e, al di là del fiume, con Castellarano, con cui comunica con una traversa fluviale (intitolata al martire Rolando Rivi, seminarista quattordicenne trucidato dai partigiani) accessibile a pedoni e ciclisti che da alcuni anni godono di due piste ciclabili che connettono la sponda reggiana con quella modenese. Una avveniristica passerella sospesa sul fiume permette la chiusura dell'anello ciclo-pedonale di circa 12 chilometri, all'altezza di Veggia/Sassuolo Via Indipendenza.
L'abitato è per la quasi totalità inserito nella Riserva della biosfera UNESCO MAB per l'Appennino Tosco-Emiliano.

### Borgate
Le borgate storiche di San Michele includono, tra le altre, Ca' di Péffer, Ca' Marèin, Ca' d'i Lvàs, Ca' di Busée, Verdoagla, l'Ardinèl, la Moassa, Ca' Sturtèin, al Bsol, al Bacìn e l'Era di Gambòun.

### Clima
- Classificazione climatica: zona E, 2447 GG.

Il clima di San Michele, subcontinentale, è in larga parte simile a quello del capoluogo comunale di Sassuolo, ma per la sua posizione collinare presenta estati lievemente più fresche grazie alle brezze serali.
| Mese                | Mesi | Mesi | Mesi | Mesi | Mesi | Mesi | Mesi | Mesi | Mesi | Mesi | Mesi | Mesi | Stagioni | Stagioni | Stagioni | Stagioni | Anno |
| Mese                | Gen  | Feb  | Mar  | Apr  | Mag  | Giu  | Lug  | Ago  | Set  | Ott  | Nov  | Dic  | Inv      | Pri      | Est      | Aut      | Anno |
| ------------------- | ---- | ---- | ---- | ---- | ---- | ---- | ---- | ---- | ---- | ---- | ---- | ---- | -------- | -------- | -------- | -------- | ---- |
| T. max. media (°C)  | 5,4  | 8,2  | 12,5 | 16,9 | 21,8 | 26,0 | 29,0 | 28,3 | 24,2 | 18,3 | 11,9 | 6,4  | 6,7      | 17,1     | 27,8     | 18,1     | 17,4 |
| T. media (°C)       | 2,3  | 4,4  | 8,2  | 12,2 | 16,6 | 20,5 | 23,1 | 22,6 | 19,1 | 13,9 | 8,6  | 3,5  | 3,4      | 12,3     | 22,1     | 13,9     | 12,9 |
| T. min. media (°C)  | −0,8 | 0,7  | 3,9  | 7,5  | 11,4 | 15,1 | 17,3 | 17,0 | 14,1 | 9,6  | 5,3  | 0,6  | 0,2      | 7,6      | 16,5     | 9,7      | 8,5  |
| Precipitazioni (mm) | 61   | 59   | 69   | 80   | 71   | 61   | 44   | 60   | 71   | 93   | 101  | 77   | 197      | 220      | 165      | 265      | 847  |

## Architetture religiose e civili

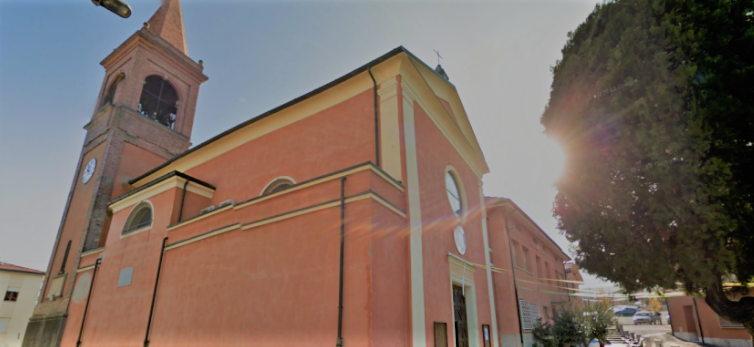
Panoramica della Parrocchiale di San Michele

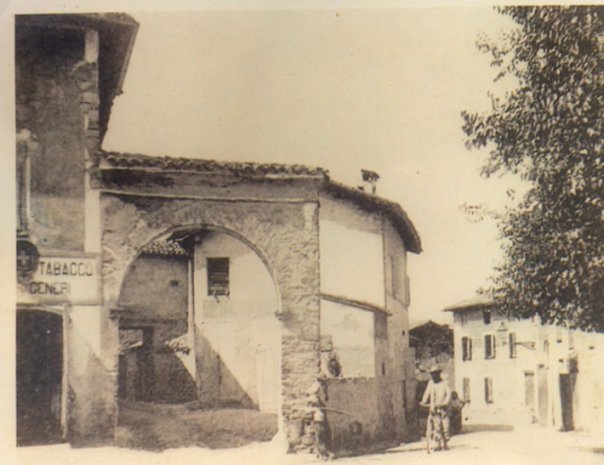
L'Arco di Vicolo Rocca, prima della sua demolizione (sarà ricostruito negli anni novanta)

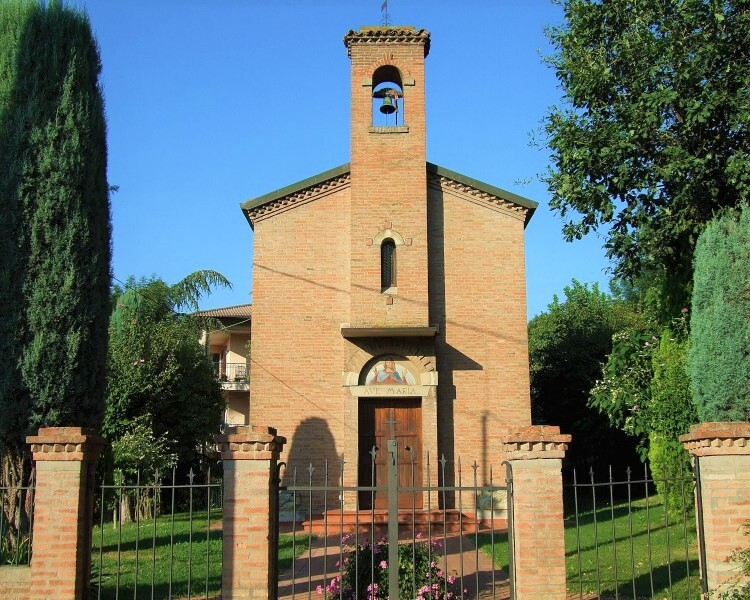
Oratorio della Beata Vergine di Riobellizzo in San Michele dei Mucchietti

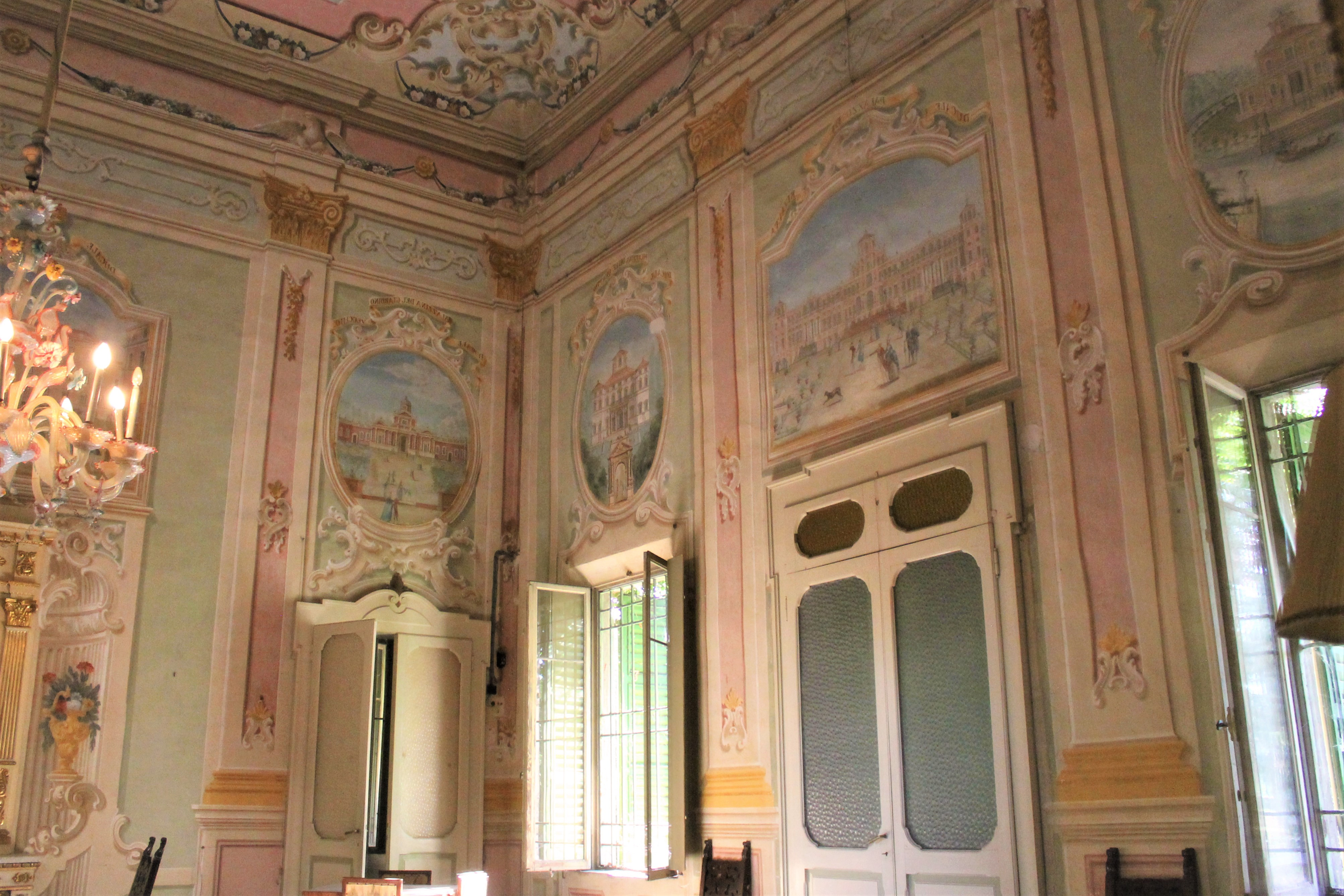
Immagine dall'interno del Belvedere Ducale

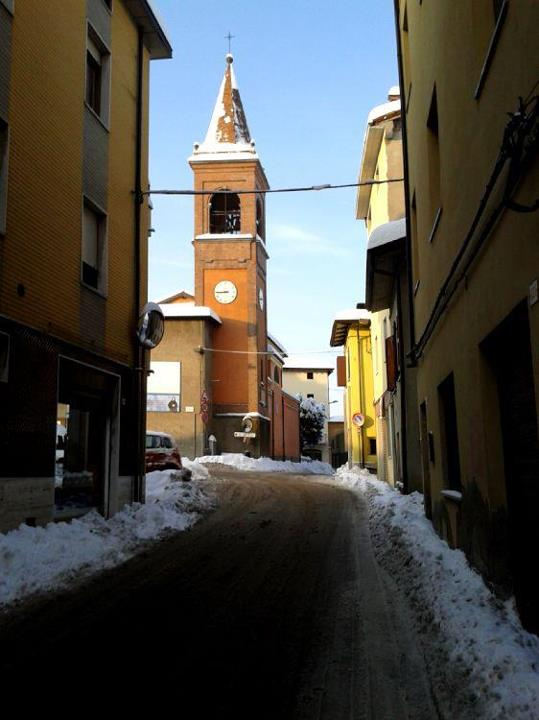
Il Campanile della chiesa dedicata a Michele Arcangelo.

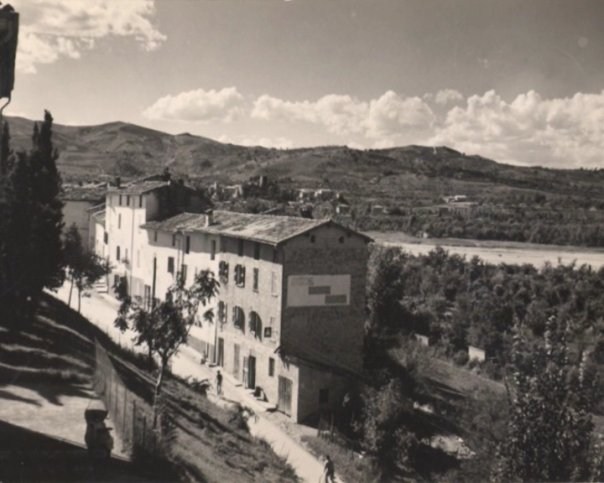
Immagine di repertorio di Via San Michele.

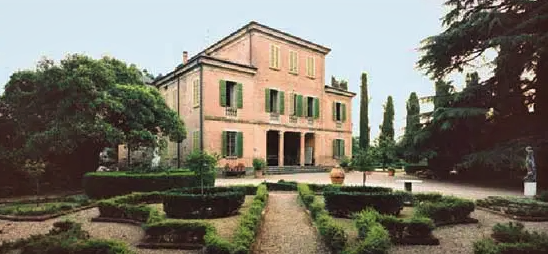
Belvedere Ducale

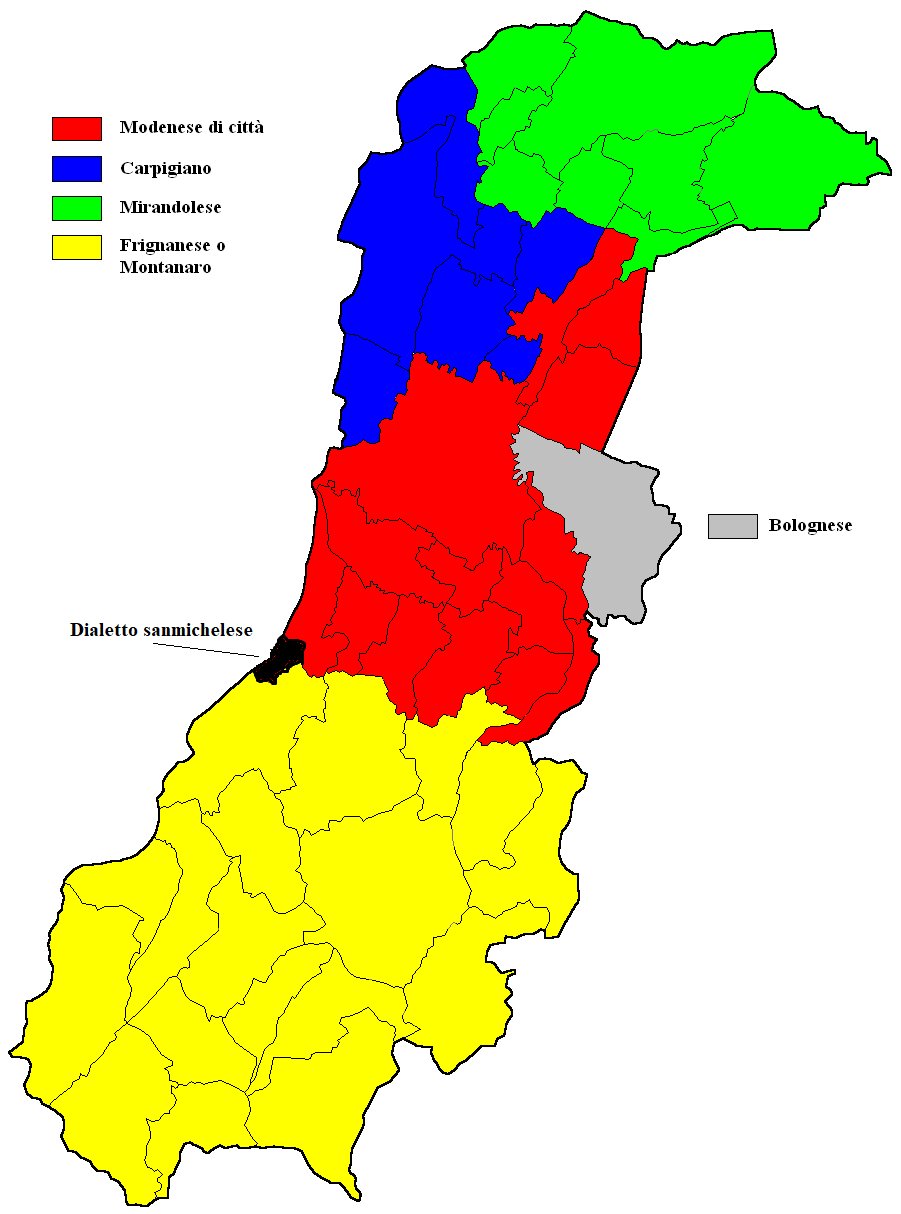
Posizionamento del dialetto sanmichelese all'interno della provincia di Modena.

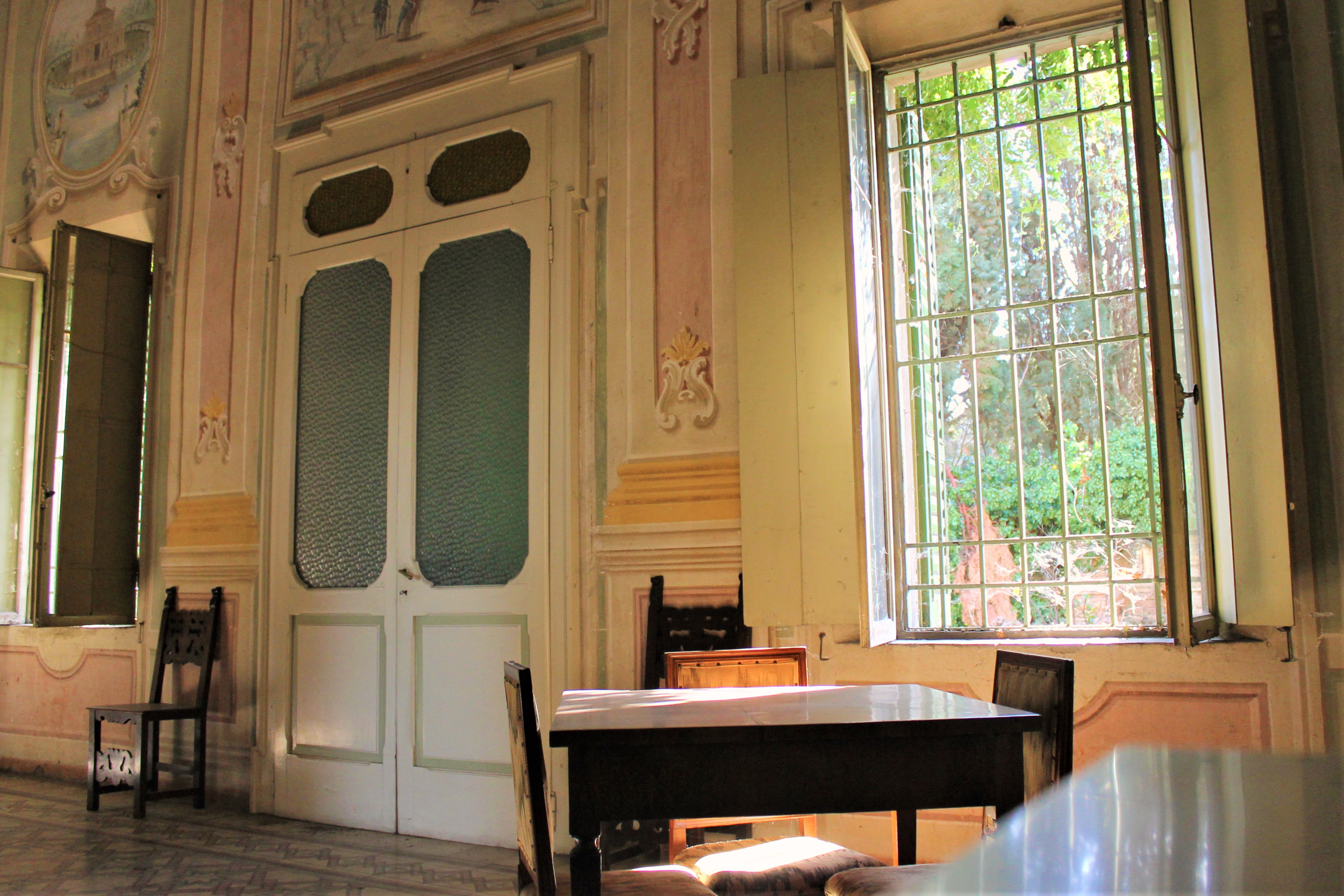
Immagine dall'interno del Belvedere Ducale

## Società

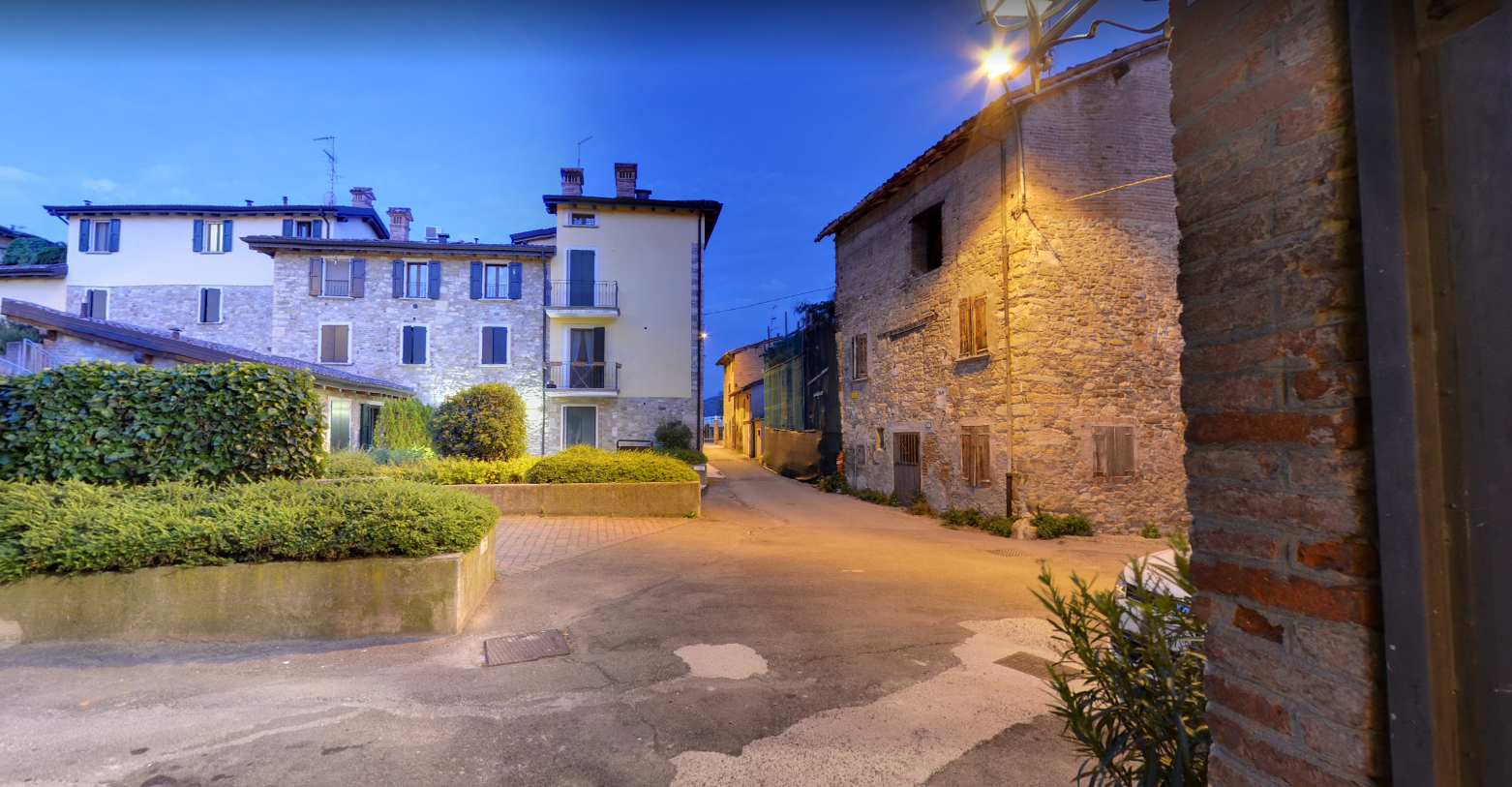
Vicolo La Rocca.

### Idioma locale

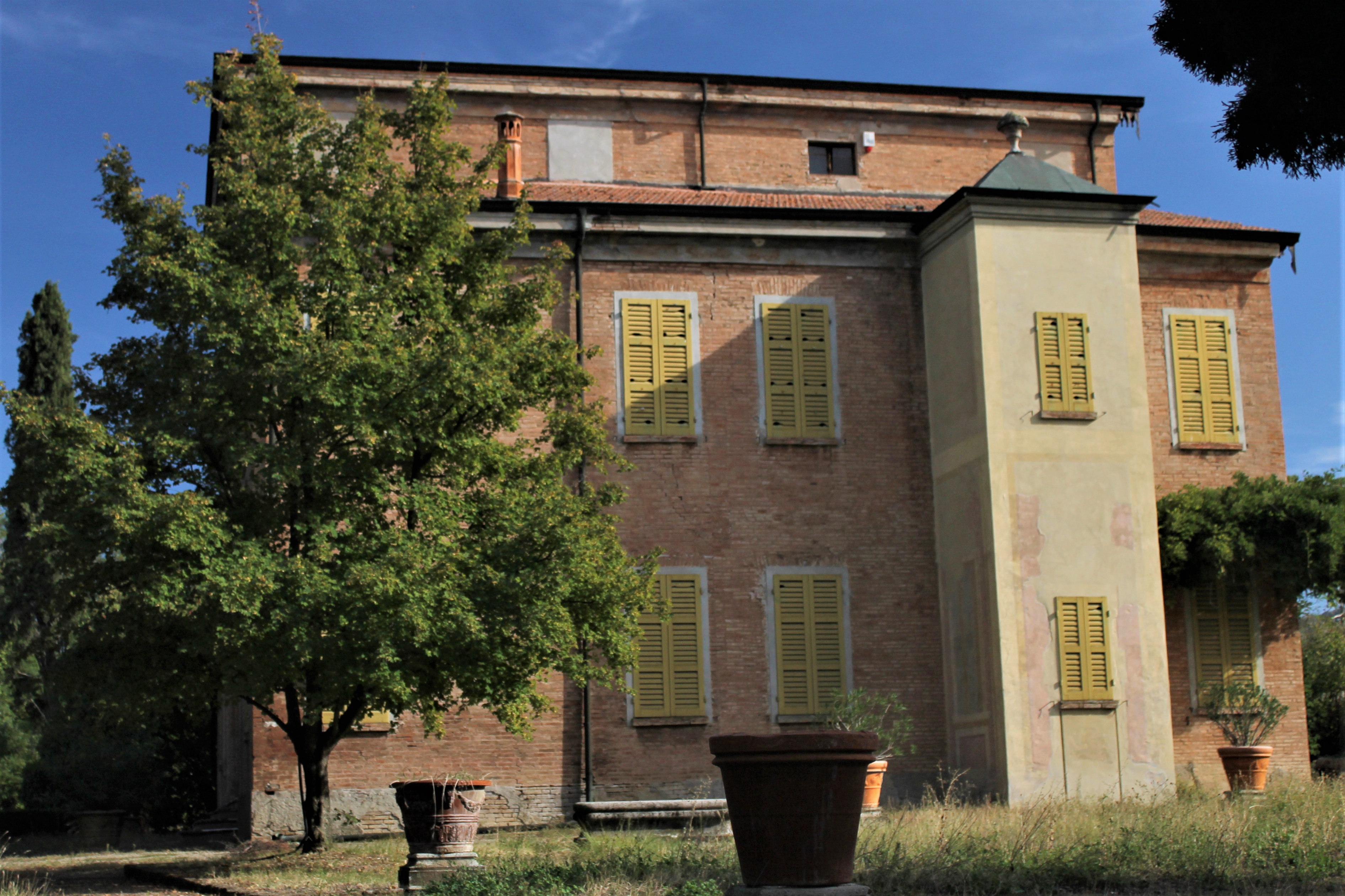
Belvedere Ducale

## Attività e strutture sportive

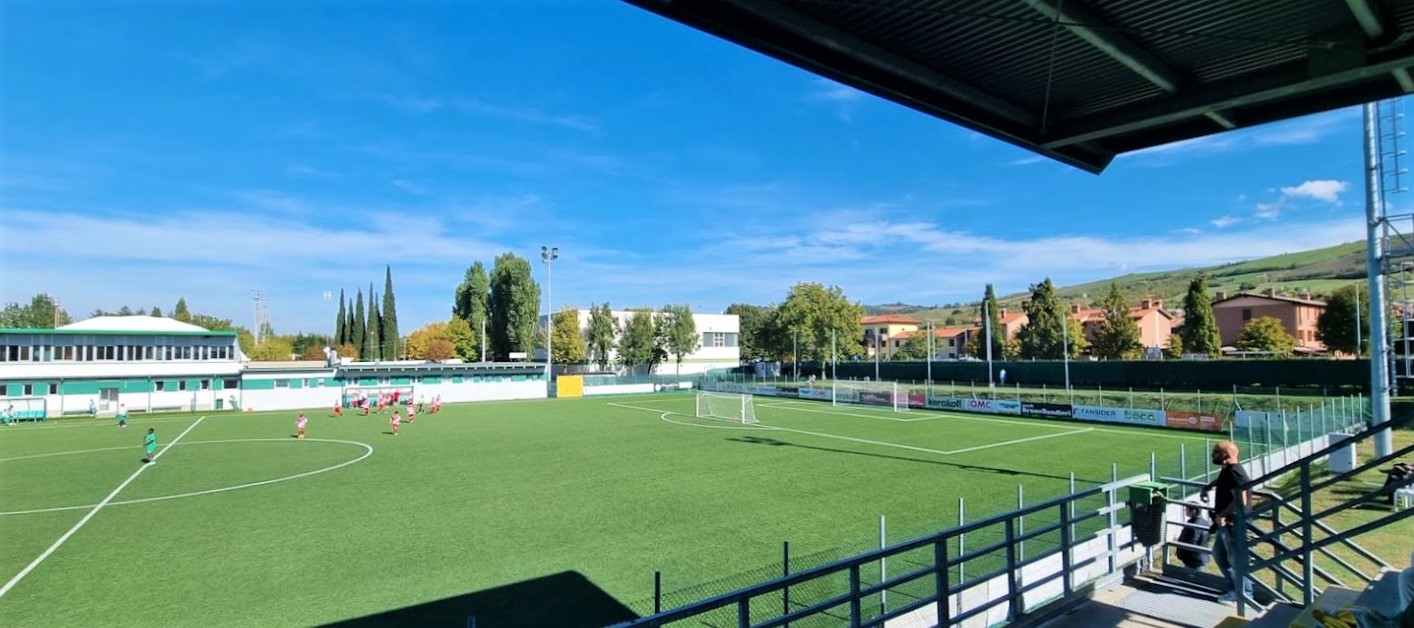
Veduta dello Stadio Zanti